# Zenon Wasilewski
Zenon Wasilewski (ur. 30 października 1903 w Sosnowcu, zm. 17 kwietnia 1966 w Łodzi) – pionier polskiej animacji lalkowej, malarz, fotografik, twórca pierwszego powojennego filmu lalkowego Za króla Krakusa (1947), współtwórca polskiej szkoły filmu animowanego.

## Życiorys
Absolwent polonistyki na Uniwersytecie Warszawskim. Na początku lat 30. XX wieku pracował jako grafik w pracowniach filmów reklamowych w Warszawie, publikując równocześnie humorystyczne i satyryczne rysunki w Cyruliku Warszawskim i Szpilkach (stała współpraca od 1936). W latach 1937–1939 podejmował pierwsze próby animacji plastelinowych postaci. Realizację pierwszego filmu O królu Krakusie przerwał wybuch II wojny światowej. Od 1943 roku publikował rysunki w pismach Związku Patriotów Polskich. Po wojnie zamieszkał w Łodzi zajmując się filmem i malarstwem. Pierwszą próbą animacji lakowej była groteska Ruch to zdrowie. Potem Wasilewski wrócił do pomysłu sprzed wojny i we własnym mieszkaniu ukończył we wrześniu 1947 roku czarno-biały film Za króla Krakusa. Do 1951 roku Zenon Wasilewski był jedynym realizatorem filmów lalkowych w Polsce. Pracował we własnym mieszkaniu do czasu gdy włączono Studio Filmów Kukiełkowych do Wytwórni Filmów Fabularnych jako Oddział Filmów Kukiełkowych w adoptowanej hali pofabrycznej przy ul Piotrkowskiej. Był inicjatorem tych zmian. Od 1953 roku pracował w Tuszynie w Wytwórni Filmów Animowanych „Se-ma-for”, z którą był związany do końca życia.

## Twórczość
Pracował samodzielnie, był autorem koncepcji, scenariusza, projektów dekoracji i samej animacji. Współpracował tylko z kompozytorami i operatorami, którymi kolejno byli: Eugeniusz Haneman, Zygmunt Kamiński i Jan Olejniczak. W 1949 roku jego film Pan Piórko śni został potępiony przez władze za „formalizm” i nie wszedł do eksploatacji. Po dwuletniej przerwie zrealizował filmy Lis i bocian i Lis chytrusek. Pierwszy barwny film Opowieść Michałkowicka powstał w 1954 roku.
Po 1956 roku zrealizował 11 filmów, z których tylko dwa oparł na cudzych scenariuszach. Wśród nich były zrealizowane na motywach ludowych Dwie Dorotki i Czarodziejskie Dary (w 1956) oraz Szewczyk Dratewka (w 1958). Kolejne filmy są przeznaczone dla dorosłych. W 1959 roku powstał Uwaga diabeł! i Pięć minut dla zdrowia, a Zbrodnia przy ul. kota Brzuchomówcy w 1961 roku. Dzięki licznym podtekstom Ballada o królewnie Lilianie (1962), Smok z Banialuki (1964) i Drewniany jeździec (1964) znajdują odbiorców wśród widzów w każdym wieku. W ostatnim filmie, ukończonym niedługo przed śmiercią, Człowiek z lustra powrócił do problemu rozdwojenia osobowości pod wpływem alkoholu.
Najbardziej znane filmy to Za króla Krakusa, Pięć minut dla zdrowia, Uwaga diabeł!, Zbrodnia na ulicy kota Brzuchomówcy, Człowiek z lustra.
Zenon Wasilewski jest patronem Szkoły Podstawowej nr 36 w Łodzi (ul. S. Więckowskiego 35).
Jest jednym z bohaterów książki Jerzego Armaty Anima. Mistrzowie polskiej animacji (wyd. EGoFILM, Warszawa 2025).

## Nagrody
- 1951 III nagroda w kategorii filmów animowanych na MFF w Bahia za film Za króla Krakusa[10]
- 1954 wyróżnienie w Paryżu za film Za króla Krakusa[10]
- 1957 – II nagroda na I Przeglądzie Filmów Animowanych w Warszawie za Dwie Dorotki[11]
- 1957 wyróżnienie w kategorii filmów animowanych na VII MFF dla Dzieci i Młodzieży w Wenecji[12]
- 1960 nagroda na Przeglądzie Filmów Krótkometrażowych w Warszawie za film Za króla Krakusa[10]
- 1973 wyróżnienie na MFF dla Dzieci w Kalkucie za film Za króla Krakusa[13]

## Odznaczenia
- Krzyż Kawalerski Orderu Odrodzenia Polski,
- Medal 10-lecia Polski Ludowej,
- Honorowa Odznaka Miasta Łodzi[2].

## Filmografia
- Za króla Krakusa – realizacja, scenariusz, dekoracje, lalki (1947)
- Lis i bocian – reżyseria, scenariusz, projekty plastyczne (1949)
- Pan Piórko śni – reżyseria, scenariusz, projekty plastyczne (1949)
- Lis Chytrusek – reżyseria, scenariusz, projekty plastyczne (1951)
- Opowieść Michałkowicka – reżyseria (1954)
- Czarodziejskie dary – reżyseria, scenariusz, projekty plastyczne (1956)
- Dwie Dorotki – reżyseria, scenariusz, projekty plastyczne (1956)
- Pan Rzepka i jego cień – scenariusz (1956)
- Kotek Napłotek – reżyseria, scenariusz, projekty plastyczne (1957)
- Szewczyk Dratewka – reżyseria, scenariusz, projekty plastyczne (1958)
- Pięć minut dla zdrowia – reżyseria, scenariusz, projekty plastyczne (1959)
- Uwaga diabeł! – reżyseria, scenariusz, projekty plastyczne (1959)
- Była sobie świnka mała – reżyseria, scenariusz, projekty plastyczne (1960)
- Zbrodnia na ulicy kota brzuchomówcy – reżyseria, scenariusz, projekty plastyczne (1961)
- Ballada o królewnie Lilianie – reżyseria, projekty plastyczne (1962)
- Drewniany jeździec – reżyseria, scenariusz, projekty plastyczne, komentarz (1964)
- Smok z banialuki – reżyseria, scenariusz, projekty plastyczne (1964)
- Człowiek z lustra – reżyseria, scenariusz, projekty plastyczne (1966)

Źródło: Filmpolski.pl.